# Felix Gall
Felix Gall (født 27. februar 1998 i Nußdorf-Debant) er en cykelrytter fra Østrig, der er på kontrakt hos Decathlon-AG2R La Mondiale.